# Copa de S. E. El Generalísimo
La Copa de S. E. El Generalísimo era un trofeo que se disputaba en una regata de remo en traineras, celebrada anualmente a partir de 1941 en La Coruña, España, hasta la muerte del dictador Francisco Franco en 1975, aunque se celebró una última edición en 1976.
La competición se anunciaba como Regata de Traineras en honor del Caudillo, (del Generalísimo después y de S. E. el Jefe del Estado finalmente, según evolucionaba la nomenclatura del sistema) y estaba organizada por la obra sindical de Educación y Descanso. La composición de las tripulaciones participantes fue cambiando con los años desde lo sindical y militar hasta la preponderancia de los clubs puramente deportivos, al compás de la evolución del régimen franquista; sin embargo en ocasiones se siguió forzando la nomenclatura sindical, y así los remeros del Club Deportivo Iberia participaban bajo los nombres de "Educación y Descanso de Sestao" o "Educación y Descanso de Bilbao", y los de la Sociedad Deportiva de Remo Astillero bajo el de "Grupo de Empresa Anjo".
La edición del año 1960 celebró el XX aniversario de la competición, y con ese motivo el programa organizado por Educación y Descanso y la Federación Española de Remo, con la colaboración del Club Náutico de La Coruña fue excepcional, con cinco días de competiciones náuticas de todo tipo: piragüismo, Campeonato de España de Bateles, regatas de motonáutica y vela y finalmente la XX Regata de Traineras.
A partir  de 1979 la Bandera Conde de Fenosa continuó la tradición coruñesa de celebrar una gran regata de traineras en el mes de agosto.

## 1941
- 1.º 2.ª Flotilla de Destructores 14’29’’
- 2.º Artillería 48e 15’14’’
- 3.º Intendencia n.º 8 16’16’’
- 4.º Navegación Mercante 16’24’’
- 5.º 1.ª Flotilla de Destructores 16’38’’
- 6.º Higiene 16’54’’
- 7.º Infantería n.º 9 16’57’’
- 8.º Artes Blancas 17’10’’
- 9.º Hostelería 17’30’’
- 10.º Ingenieros n.º 8 17’50’’
- 11.º Crucero Almirante Cervera 17’56’’
- 12.º Crucero Canarias 17’58’’

## 1942
- 1.º Sindicato del Puerto 11’30’’
- 2.º Pósito de Pescadores 11’37’’
- 3.º Crucero Canarias 11’58’’
- 4.º Exportadores de Pescado 12’14’’
- 5.º Flotilla de Destructores 12’27’’
- 6.º Policía Armada 12’42’’
- 7.º Intendencia n.º 8 12’54’’
- 8.º Crucero Almirante Cervera 12’59’’
- 9.º Infantería n.º 29 13’18’’

## 1943
- 1.º 1.ª Flotilla de Destructores 13’00’’
- 2.º Artillería 48e 13’54’’
- 3.º Crucero Canarias 14’07’’
- 4.º Ingenieros 14’15’’
- 5.º Exportadores de Pescado 14’28’’
- 6.º Relámpago de Mera 14’49’’
- 7.º Unión Deportiva 15’12’’
- 8.º Crucero Almirante Cervera 15’19’’
- 9.º Intendencia n.º 8 retirada.

## 1944
- 1.º Educación y Descanso Coruña 10’15’’
- 2.º Flotilla de Destructores 10’39’’
- 3.º Centro Cultural D. Sta. Lucía 10’55’’
- 4.º Crucero Canarias 11’13’’
- 5.º Artillería 48 11’27’’
- 6.º Infantería 29 11’38’’
- 7.º Crucero Almirante Cervera 11’52’’
- 8.º Intendencia n.º 8 12’05’’
- 9.º Liceo de Monelos 12’38’’

Este año se disputó un desempate entre los primeros clasificados y el resultado fue este:
- 1.º Educación y descanso Coruña 12’20’’
- 2.º Flotilla de Destructores 12’56’’
- 3.º Crucero Almirante Cervera 13’15’’
- 4.º Liceo Monelos 13’32’’
- 5.º Centro Cultural D. Sta. Lucía 13’51’’
- 6.º Crucero Canarias 14’16’’

## 1945
- 1.º Sindicato de Pesca 13’32’’
- 2.º Cofradía de Pescadores Mugardos 13’35’’
- 3.º Sindicato de Pesca 13’52’’
- 4.º Artillería 48 13’59’’
- 5.º Infantería 29 14’18’’
- 6.º Intendencia 8 14’30’’
- 7.º Flotilla de Destructores 14’43’’
- 8.º Crucero Almirante Cervera 14’56’’
- 9.º Crucero Canarias 15’02’’

## 1946
- 1.º Sindicato de Pesca 13’20’’
- 2.º Educación y Descanso Coruña 13’35’’
- 3.º Infantería 29 13’42’’
- 4.º Crucero Canarias 13’58’’
- 5.º Crucero Almirante Cervera 14’10’’
- 6.º Cofradía Pescadores Sada 14’29’’
- 7.º Artillería 48 14’35’’
- 8.º Crucero Galicia 14’52’’
- 9.º Ingenieros 15’12’’

## 1947
- 1.º Instituto N. de Previsión 12’14’’
- 2.º Calzados La Imperial 12’20’’
- 3.º Ayuntamiento Coruña 13’05’’
- 4.º Primera Coruñesa 13’09’’

## 1948
- 1.º Cofradía de pescadores Mugardos 12’41’’
- 2.º Gremio Exportadores Pescado 12’48’’
- 3.º Cofradía Pescadores As Xubias 12’56’’
- 4.º Cofradía Pescadores S. Amaro 13’02’’
- 5.º Cofradía Pescadores Riazor 13’27’’

## 1949
- 1.º Gremio Exportadores Pescado 23’43’’
- 2.º Cofradía Pescadores As Xubias 24’01’’
- 3.º Educación y Descanso Vigo 24’07’’
- 4.º Educación y Descanso Moaña 24’15’’
- 5.º Cofradía Pescadores S. Amaro 24’22’’
- 6.º Hogar del Productor Mugardos 25’15’’
- 7.º Cofradía Pescadores S. Pedro (G) 25’32’’
- 8.º Centro C. y Deportivo Sta. Lucía 25’50’’
- 9.º Cofradía Pescadores Riazor 25’58’’

## 1950
- 1.º Gremio Exportadores Pescado 25’37’’
- 2.º Educación y descanso Vigo 26’06’’
- 3.º Hogar del productor Mugardos 26’12’’
- 4.º Cofradía Pescadores S. Amaro 26’15’’
- 5.º Cof. Pescadores As Xubias 26’15’’
- 6.º Educ. y Descanso C.Urdiales 26’26’’
- 7.º Cof. Pescadores Sada 26’29’’
- 8.º Cof. Pescadores Corcubión 26’42’’
- 9.º Centro C. y Deportivo Sta. Lucía 26’42’’
- 10.º Educación y Descanso Moaña 27’02’’
- 11.º San Fernando (Galicia) 27’06’’

## 1951
- 1.º Educ. y Descanso Coruña 20’16’’
- 2.º Educ. y Descanso Vigo 20’37’’
- 3.º Educ. y Descando Moaña 20’39’’
- 4.º Cof. Pescadores As Xubias 20’57’’
- 5.º Cof. Pescadores S. Amaro 20’57’’
- 6.º Hogar Productor Mugardos 22’10’’
- 7.º Educ. y Descanso Santander 23’15’'

## 1952
- 1.º Cof. Pescadores Moaña 19’17’’
- 2.º Educ. y Descanso Coruña 20’09’’
- 3.º Educ. y Descanso Vigo 20’42’’
- 4.º Club del Mar Coruña 20’55’’
- 5.º Cof. Pescadores As Xubias 21’01’’
- 6.º Educ. y Descanso Mugardos 21’30’’
- 7.º Cof. Pescadores S. Amaro 21’11’’

## 1953
- 1.º Educ. y Descanso Bilbao 18’30’’
- 2.º Educ. y Descanso Coruña 18’46’’
- 3.º Cof. Pescadores Meira 19’19’’
- 4.º Cof. Pescadores As Xubias 19’34’’
- 5.º Cof. Pescadores Tirán 19’34’’
- 6.º Obreros Portuarios Santander 21’17’’
- 7.º Cof. Pescadores S. Amaro retirada

## 1954
- 1.º Educ. y Descanso Bilbao 18’07’’
- 2.º Cof. Pescadores Meira 18’09’’
- 3.º Educ. y Descanso Coruña 18’10’’
- 4.º Remeros del Nalón 18’32’’
- 5.º Cof. Pescadores Tirán 18’42’’
- 6.º Donostia 18’50’’
- 7.º Marineda Educ. y Descanso 19’17’’

## 1955
- 1.º Remeros del Nalón 19’36’’
- 2.º Educ. y Descanso Coruña 19’40’’
- 3.º Cof. Pescadores Tirán 19’41’’
- 4.º Educ. y Descanso Sestao 19’56’’
- 5.º Cof. Pescadores As Xubias 20’28’’
- 6.º Cof. Pescadores S. Amaro 20’36’’
- 7.º Cof. Pescadores Meira 20’37’’

## 1956
- 1.º Cof. Pescadores S.Amaro 22’27’’
- 2.º Cof. Pescadores Orio 22’28’’
- 3.º Educ. y Descanso Coruña 23’43’’
- 4.º Cof. Pescadores Meira 24’00’’
- 5.º Cof. Pescadores Tirán 24’50’’
- 6.º Educ. y Descanso Sestao descalificada
- 7.º Remeros del Nalón descalificada

## 1957
- 1.º Cof. Pesacores Pasajes S.Juan 23’16’’
- 2.º Educ. y Descanso Bilbao 23’18’’
- 3.º Cof. Pescadores S. Amaro 23’25’’
- 4.º Remeros del Nalón 24’03’’
- 5.º Educ. y Descanso Tirán 24’52’’
- 6.º Educ. y Descanso Meira 26’26’’
- 7.º E.N. Bazán 26’57’’

## 1958
- 1.º Cof. Pescadores Pasajes S.Juan 22’45’’
- 2.º Educ. y Descanso Sestao 23’37’’
- 3.º Cof. Pescadores Moaña 24’37’’
- 4.º E.N. Bazán 25’51’’
- 5.º Cof. Pescadores Ares 26’37’’

## 1959
- 1.º Cof. Pescadores Pasajes S.Juan 18’38’’
- 2.º Educ. y Descanso Sestao 18’54’’
- 3.º Educ. y Descanso Tirán 19’08’’
- 4.º Cof. Pescadores S. Amaro 19’15’’
- 5.º Educ. y Descanso Moaña 19’38’’
- 6.º Cof. Pescadores Ares 19’38’’

## 1960
- 1.º Educ. y Descanso Meira 14’41’’
- 2.º Educ. y Descanso Sestao 14’51’’
- 3.º Cof. Pescadores Pasajes S.Juan 14’51’’
- 4.º Remeros del Nalón 15’31’’
- 5.º Cof. Pescadores S. Amaro 16’02’’
- 6.º Cof. Pescadores Ares 16’12’’
- 7.º Educ. y Descanso Tirán 16’23’’
- 8.º Educ. y Descanso Ares 18’36’’

## 1961
- 1.º Educ. y Descanso Tirán 16’45’’
- 2.º Educ. y Descanso Meira 16’47’’
- 3.º Educ. y Descanso Sestao 17’06’’
- 4.º Cof. De Pescadores Mera 17’06’’
- 5.º Remeros del Nalón 17’29’’
- 6.º Marina de Guerra 18’11’’
- 7.º Cof. de Pescadores Ares 19’19’’

## 1962
- 1.º C.A. Jaizkibel 22’13’’
- 2.º Educ. y Descanso Tirán 22’14’’
- 3.º Cof de Pescadores Mera 22’17’’
- 4.º Club de Mar de Castropol 23’27’’
- 5.º Educ. y Descanso Sestao 25’58’’
- 6.º Cof. Pescadores Miño retirada

## 1963
- 1.º Educ. y Descanso Meira 20’30’’
- 2.º C.A. Jaizkibel 20’34’’
- 3.º Cof. De Pescadores Mera 20’44’’
- 4.º Iberia de Sestao 21’47’’
- 5.º Educ. y Descanso Coruña 22’23’’
- 6.º Cof. Pescadores Ares 23’03’’
- 7.º Cultural Deportiva Ribadesella 23’17’’
- 8.º Cof. Pescadores Ares 19’19’’

## 1964
- 1.º S.D.R. Pedreña 20’06’’
- 2.º Educ. y Descanso Meira 20’21’’
- 3.º Cof. Pescadores As Xubias 20’38’’
- 4.º C.A. Jaizkibel 20’41’’
- 5.º Iberia de Sestao 21’05’’
- 6.º Sociedad Náutica de Navia 21’31’’
- 7.º Educ. y Descanso Coruña 21’52’’

## 1965
- 1.º S.D.R. Pedreña 22’00’’
- 2.º C.A.Jaizkibel 22’11’’
- 3.º Educ. y Descanso Meira 22’18’’
- 4.º Iberia de Sestao 23’50’’
- 5.º Cof. Pescadores Sada 25’03’’
- 6.º Educ. y Descanso Coruña retirada
- 7.º Club de Mar de Castropol retirada

## 1966
- 1.º C.R. Fuenterrabía 19’41’’
- 2.º S.D.R. Pedreña 19’45’’
- 3.º Educ. y Descanso Meira 20’44’’
- 4.º Club de Mar de Castropol 21’21’’
- 5.º Kaikutarra de Sestao 21’51’’
- 6.º Agrupación Remeros de Redes 22’26’’

## 1967
- 1.º S.D.R. Pedreña 19’58’’
- 2.º Pasajes San Juan 20’20’’
- 3.º Educ. y Descanso Meira 20’53’’
- 4.º Educ. y Descanso Coruña 21’07’’
- 5.º Kaikutarra de Sestao 21’30’’
- 6.º Club de Mar de Castropol 21’39’’
- 7.º Agrupación Remeros de Redes 23’35’’

## 1968
- 1.º C.R. Fuenterrabía 21’14’’
- 2.º Empresa ANJO S.L. (Astillero) 21’30’’
- 3.º Club de Mar de Castropol 21’32’’
- 4.º Educ. y Descanso Tirán 22’14’’
- 5.º C.R. S. Nicolás Portugalete 22’49’’
- 6.º Educ. y Descanso As Xubias 22’57’’

## 1969
- 1.º S.D.R. Pedreña 19’22’’
- 2.º S.D. Ciérvana 19’39’’
- 3.º C.R. Fuenterrabía 19’49’’
- 4.º Club de Mar de Castropol 20’40’’
- 5.º Educ. y Descanso As Xubias 21’02’’
- 6.º Educ. y Descanso Tirán 21’48’’

## 1970
- 1.º Trasmiera S.D. Pedreña 22’38’’
- 2.º Lasarte‐Michelin 22’47’’
- 3.º Empresas Anjo (Astillero) 22’53’’
- 4.º S.D. Ciérvana 23’15’’
- 5.º Educ. y Descanso As Xubias 23’28’’
- 6.º Club de Mar de Castropol 24’00’’

## 1971
- 1.º Empresas ANJO (Astillero) 22’25’’
- 2.º Lasarte‐Michelin 22’27’’
- 3.º S.D. Zierbana 22’46’’
- 4.º Club de Mar de Castropol 24’33’’
- 5.º Educ. y Descanso As Xubias 24’40’’
- 6.º Educ. y Descanso Tirán 25’36’’
- 7.º C.R. Perillo 25’49’’

## 1972
- 1.º Empresas ANJO (Astillero) 22’25’’
- 2.º C.R. Santander 21’17’’
- 3.º Lasarte‐Michelin 21’20’’
- 4.º S.D. Kaiku 21’29’’
- 5.º Educ. y Descanso As Xubias 22’21’’
- 6.º C.R. Perillo 23’21’’

## 1973
- 1.º Lasarte‐Michelin 21’06’’
- 2.º Astillero 21’19’’
- 3.º S.D. Kaiku 21’41’’
- 4.º Educ. y Descanso Meira 22’13’’
- 5.º C.R. Perillo 22’51’’
- 6.º Educ. y Descanso As Xubias ---

## 1974
- 1.º S.D. Castro Urdiales 21’30’’
- 2.º Lasarte‐Michelin 21’34’’
- 3.º S.D. Kaiku 22’07’’
- 4.º Educ. y Descanso Meira 23’20’’
- 5.º C.R. Perillo 23’55’’
- 6.º Educ. y Descanso As Xubias 24’42’’

## 1975
- 1.º Lasarte‐Michelin 19’44’’
- 2.º S.D. Castro Urdiales 19’45’’
- 3.º S.D. Kaiku 20’34
- 4.º Educ. y Descanso Meira 21’35’’
- 5.º C.R. Perillo 21’36’’
- 6.º Educ. y Descanso As Xubias 29’35’’

## 1976
- 1.º S.D. Kaiku 20’08’’
- 2.º Liceo Marítimo Rianxeiro 20’36’’
- 3.º Laredo Remo Club 20’47’’
- 4.º C.R. de Hernani 20’54’’
- 5.º C.R. Perillo 21’12’’
- 6.º Educ. y Descanso Perillo 21’31’’